# 阿弖流為II世
『阿弖流為II世』（アテルイにせい）は、原作・高橋克彦、作画・原哲夫の漫画作品。『コミックGOTTA』（小学館）で2000年8月号から12月号まで連載された。単行本は全1巻。

## ストーリー
考古学者・神上龍一は岩手県の早池峰山中で伝説の「龍」を発掘したというメールを婚約者・美雪に送信する。ところが、発掘された「龍」の存在は最重要国家機密であった。メールを送信した直後に龍一は黒服の男達に暗殺され、遺跡も証拠隠滅のために爆破されてしまう。
龍一が背負っていた剣は突如、光を放つ。そして1200年の時を超え、伝説の勇者・阿弖流為（アテルイ）が復活した。龍一の身体を借りて蘇ったアテルイは地球滅亡と引き換えに母星へ帰還しようと目論む田村麻呂の野望を阻止するため、東京へ向かう。

## 登場人物
神上龍一（こうがみ りゅういち）
東都大学考古学研究所助教授。牛乳アレルギー。早池峰山中で伝説の「龍」を発掘した直後、黒服の男達によって暗殺されてしまう。
阿弖流為（アテルイ）
蝦夷（えみし）の長。史実では日本国朝廷との戦争に敗れ、処刑された。本作では地球に降り立った異星人の1人であり、地球とその民を守るため龍一の身体を借りて蘇る。好きな飲み物は牛乳で、やたらと飲んでいる。非常に強靱な肉体を持ち、高層ビルから飛び降りる場面もあった。全く現代的な感覚を持たないが、現代文明の利器を即座に利用する機転は持ち合わせている。常に豪快、傍若無人に振る舞う「漢」。
坂上 田村麻呂（さかのうえ の たむらまろ）
史実では征夷大将軍。本作ではアテルイ同様、地球に降り立った異星人の1人だが、母星へ帰るためなら手段を選ばず地球を滅亡させてでも「飛龍眠土（ピラミッド）」を復活させようと目論む。総理大臣を自分の意志で交代させるなど、日本の政治を裏から操っていた。1200年も生き続けた結果か、人間の形をとどめていない。
小笠原 美雪（おがさわら みゆき）
龍一の婚約者。「週刊ボストン」編集部勤務。龍一から「龍」発見のメールを受け取ったことで命を狙われるが、危機一髪の所をアテルイに救われる。以降は、アテルイと行動を共にした。
八百比丘尼（やおびくに）
アテルイの従者。十和利山で1200年間、留守を預かっていた。
武蔵坊（むさしぼう）
アテルイの従者。どこからともなく調達した旧式のカウンタックを運転する。図体は大きいが、やや気が弱く、アテルイの無茶な行動に振り回されている様子。
黒沢（くろさわ）
内閣情報調査室のリーダー。「龍」に関わる国家機密維持のために龍一を暗殺し、メールを受け取った美雪の命も狙う。後半には田村麻呂が体を操っていた。
19歳少年（19さいしょうねん）
「僕は未成年だから人を殺す特権を与えられているんだ」と自分勝手な主張を振りかざしながら銀行強盗をしている所をアテルイに咎められ、説教の後「この腑抜けが!」と殴られる。直後、アテルイを追ってきた黒沢らの銃撃に巻き込まれ死亡。
小無沢（こむざわ）
政治家。総理大臣であったが、阿弖流為復活を田村麻呂に説明したところ、その逆鱗に触れ抹殺された。
野土川（のとがわ）
政治家。内閣官房長官で、田村麻呂の病室において小無沢総理を叱責した。同室内において小無沢が死亡した後は、毛利総理を後任に任命している。
毛利 史郎（もうり しろう）
政治家。前任者（小無沢総理）が田村麻呂の機嫌を損ねて死亡したのに伴い、後継の内閣総理大臣に任命される。
菊池（きくち）
タカテレビプロデューサー。龍一（実はアテルイ）の要請で急遽、特番「奇跡の生還、神上龍一助教授緊急会見!!」を組む。視聴率のためなら過激な映像を放送することも辞さない男。
ヘソ本
テレビレポーター。「恐縮でぇ～す」が口癖。田村麻呂に突撃取材を試みるが、その逆鱗に触れ抹殺された。
岩原都知事（いわはら とちじ）
東京都知事。独自の情報ルートで田村麻呂が異星人である事実を掴み、未納分の税金を取り立てるべく自ら装甲車に乗り込み、銀座の町に出動するが、毛利総理の放った刺客によって銃弾を撃ち込まれ死亡した。
ジョン・クリムトン
異星人の一味と結託するアメリカ合衆国大統領。毛利総理に命令し岩原都知事を抹殺させた。

## 単行本
- 2001年1月5日初版発行（小学館） ISBN 4091580319